# Mistrzostwa Świata w biegu na 100 km 1998
12. Mistrzostwa Świata w biegu na 100 km 1998 – zawody lekkoatletyczne, które odbyły się 18 października 1998 w Nakamurze, Japonia.

## Medaliści
|                         | 1. miejsce                                                          | Rezultat | 2. miejsce                                                         | Rezultat | 3. miejsce                                                                             | Rezultat |
| Mężczyźni indywidualnie | Grigorij Murzin                                                     | 6:30:06  | Igor Tiupin                                                        | 6:34:10  | Rawil Kaszapow                                                                         | 6:36:33  |
| Mężczyźni drużynowo     | Rosja 1. Grigorij Murzin · 2. Igor Tiupin · 3. Rawil Kaszapow       | 19:44:41 | Niemcy 1. Rainer Müller · 2. Michael Sommer · 3. Lutz Aderhold     | 22:20:34 | Południowa Afryka 1. Andrew Kelehe · 2. Russell Crawford · 3. Neil Schalkwyk           | 22:25:53 |
| Kobiety indywidualnie   | Carolyn Hunter-Rowe                                                 | 8:16:07  | Lilac Flay                                                         | 8:19:11  | Maria Auxiliadora Venancio                                                             | 8:21:55  |
| Kobiety drużynowo       | Niemcy 1. Ricarda Botzon · 2. Anke Drescher · 3. Sybille Möllensiep | 26:23:24 | Francja 1. Huguette Jouault · 2. Murielle Brionne · 3. Anny Floris | 26:46:54 | Stany Zjednoczone 1. Danielle Cherniak · 2. Christine Duryea-Ferguson · 3. Susan Olsen | 26:58:45 |

## Reprezentacja Polski

### Mężczyźni
| Miejsce | Zawodnik          | Klub               | Rezultat |
| DNF.    | Jarosław Janicki  | MKS Hermes Gryfino | -        |
| DNF.    | Ryszard Płochocki | TS Kalisz          | -        |
| DNF.    | Maciej Ciepłak    | RMKS Rybnik        | -        |